# Афонсо Энрике де Лима Баррето
Афонсо Энрике Лима Баррето (порт.-браз. Afonso Henriques de Lima Barreto; 13 мая 1881 — 1 ноября 1922, Рио-де-Жанейро) — бразильский писатель и журналист.

## Биография
Лима Баррето родился в Рио-де-Жанейро в бедной семье смешанной этнической принадлежности (был мулатом). Поскольку рабство в Бразилии было упразднено в 1888 году, Баррето получил доступ к высшему образованию. Однако из-за недостатка средств ему пришлось отказаться от обучения инженерному делу, и всецело посвятить себя журналистике. Его литературным произведениям были свойственны сарказм и ирония. Он активно критиковал образ жизни обывателей и буржуазии. В советское время считался «неутомимым борцом за независимость стран Латинской Америки, выдающимся бразильским демократом, мыслителем, народным писателем и публицистом».
Дважды (в 1914 и 1918) его помещали в психиатрическую лечебницу.
Самым знаменитым произведением Баррето стал роман «Жалкий конец Поликарпо Кваресма», который лёг в основу художественного фильма. Большинство иных его книг были опубликованы уже после его смерти. В России опубликовано несколько переводов его романов, в частности, роман «Записки архивариуса» опубликован в СССР в 1965 году, а рассказ «Человек, который знал яванский язык» был опубликован в журнале «Fenestro».

### Романы
- «Печальный конец Поликарпо Кварезмы» (выходил выпусками в «Жорнал ди Комерсио» с 1911 г., отдельной книгой — в 1915 г.)
- «Приключения доктора Боголова»
- «Нума и нимфа», 1915
- «Новая Калифорния»
- «Жизнь и смерть Гонзаги де Са» (1919)
- «Брузунданги», 1923
- «Записки архивариуса Исаиаса Каминьи»
- «Пустяки»
- «Клара дос Анжос»

### Рассказы
- «Дела в королевстве Жамбон»

### Статьи
- «Ярмарки в Мафуасе»
- «Городская жизнь»
- «Маргиналия»

### Воспоминание и критика
- «Интимный дневник»
- «Кладбище живых» (воспоминания)
- «Впечатления от чтения» (критические эссе)